# The American Mercury
The American Mercury foi uma revista americana publicada de 1924 a 1981. 
Foi fundada por H. L. Mencken e o crítico de teatro George Jean Nathan. A revista apresentava textos de alguns dos escritores mais importantes dos Estados Unidos nas décadas de 1920 e 1930.
Após uma mudança de donos na década de 1940, a revista se voltou à escritores conservadores, como William F. Buckley. Uma segunda mudança de donos, na década de 1950, provocou uma mudança editorial à extrema direita, sendo tida como uma publicação anti-semita.
A revista foi publicada mensalmente na cidade de Nova York, e fechou em 1981, tendo passado os últimos 25 anos de sua existência envolvida em diversas polêmicas.

## História

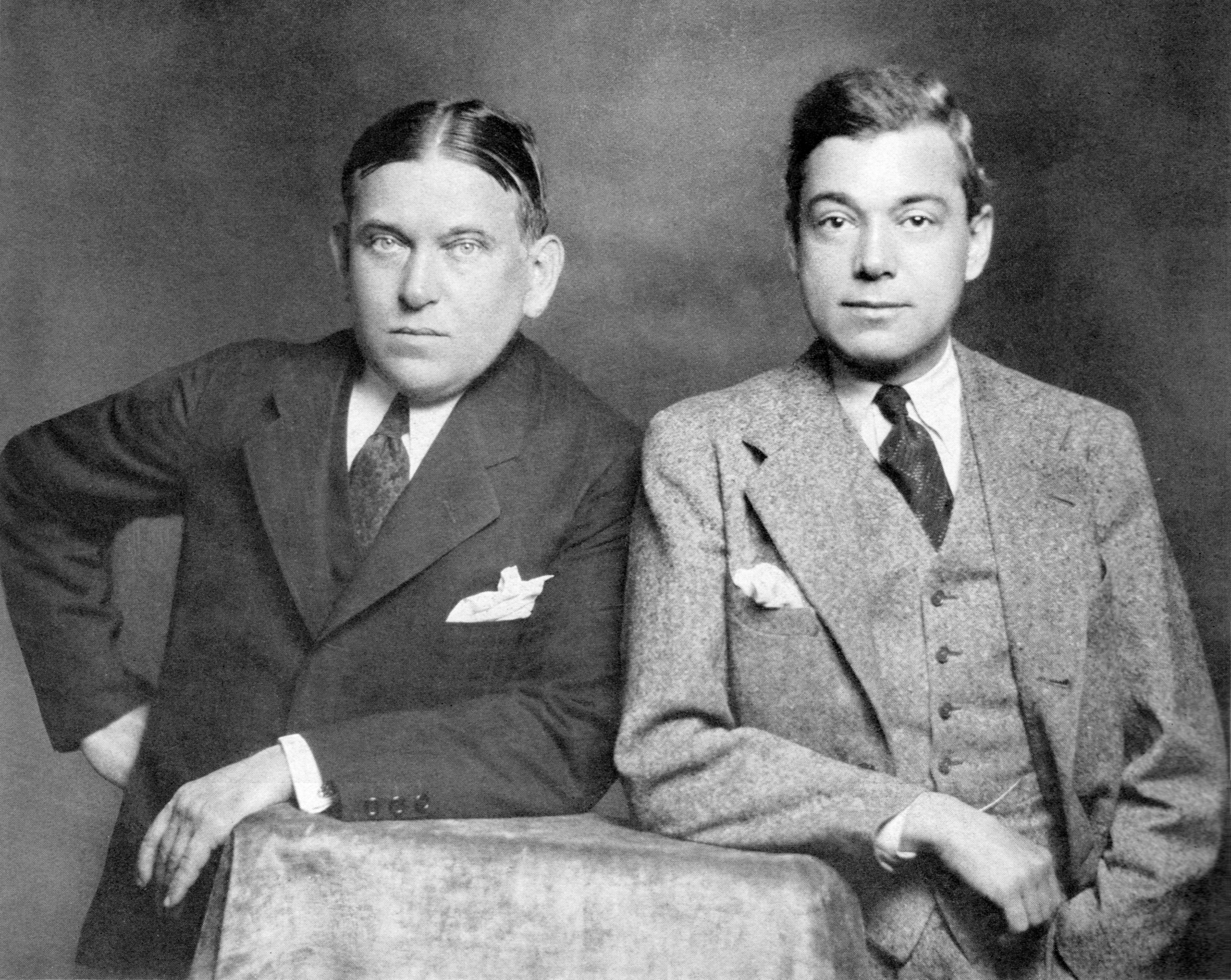
HL Mencken e George Jean Nathan, em 1928.

H. L. Mencken e George Jean Nathan já haviam editado a revista literária The Smart Set, no tempo em que não estavam produzindo seus próprios livros e, no caso de Mencken, trabalhando como jornalista para o The Baltimore Sun. 
Com o editor de livros Alfred A. Knopf Sr. ocupando o posto de editor da revista, Mencken e Nathan criaram a The American Mercury como "uma crítica séria, a mais espalhafatosa e maldita já vista na República". 

Mencken explicou o nome (derivado de uma publicação do século XIX), para seu amigo e colaborador Theodore Dreiser:
"O que precisamos é de algo que pareça altamente respeitável externamente. The American Mercury é quase perfeito para esse propósito. O que vai acontecer dentro do circo é outra história. Você deve se lembrar que o falecido P. T. Barnum faz shows burlescos os chamando de palestras morais."
De 1924 a 1933, Mencken seguiu publicando textos irreverentes sobre os Estados Unidos, voltados para o que ele chamou de "realisticamente americanos", sendo estes aqueles de céticos sobre o que era popular e muito do que ameaçava ser. Nathan foi forçado a renunciar ao cargo de co-editor um ano após o início da revista. 
Simeon Strunsky, no The New York Times, escreveu que, "a mão morta do caipira no instinto de beleza não pode ser tão pesada se a bela capa verde e preta do The American Mercury existir." A citação foi usada no formulário de assinatura da revista durante seu apogeu.
A edição de janeiro de 1924 vendeu mais de 15.000 exemplares, e no final do primeiro ano a circulação da revista era de mais de 42.000 exemplares. No início de 1928, a circulação atingiu um pico de mais de 84.000 exemplares, mas diminuiu continuamente após a crise de 1929. 
A revista publicou textos de escritores e intelectuais como Conrad Aiken, Sherwood Anderson, James Branch Cabell, W. J. Cash, Lincoln Ross Colcord, Thomas Craven, Clarence Darrow, WEB Du Bois, John Fante, William Faulkner, F. Scott Fitzgerald, Albert Halper, Langston Hughes, James Weldon Johnson, Zora Neale Hurston, Sinclair Lewis, Meridel LeSueur, Edgar Lee Masters, Victor Folke Nelson, Albert Jay Nock, Eugene O'Neill, Carl Sandburg, William Saroyan e George Schuyler, entre outros. 
Nathan escrevia críticas teatrais e Mencken escrevia as seções "Notas editoriais" e "A biblioteca", sendo a última resenhas de livros e críticas sociais, inseridas no final de cada edição. A revista publicou outros escritores, de jornalistas e acadêmicos a presidiários e motoristas de táxi, mas a preferência era para textos de não-ficção e ensaios satíricos. 
A seção "Americana" - com itens recortados de jornais e outras revistas de todo o país -, tornou-se um tópico muito imitado. Mencken incrementava as imagens com aforismos impressos nas margens da revista, sempre que o espaço permitia.

### Saída de Mencken
Mencken deixou de ser editor da revista no final de 1933. Seu sucessor foi o economista e crítico literário Henry Hazlitt. Diferenças com o editor Alfred A. Knopf Sr. o levaram a renunciar após quatro meses. Charles Angoff, ex-assistente de Mencken, passou o ocupar o cargo temporariamente. A princípio, considerou-se que a revista estava se movendo para um espectro político de esquerda. 
Em janeiro de 1935, a The American Mercury foi comprada, da Alfred A. Knopf, Inc., por Lawrence E. Spivak. Gerente de negócios da revista, Spivak anunciou que também assumiria o cargo de editor, junto com Paul Palmer, ex-editor de domingo do New York World, que substituiu Angoff. O dramaturgo Laurence Stallings foi nomeado editor literário.

### Rádio e Televisão

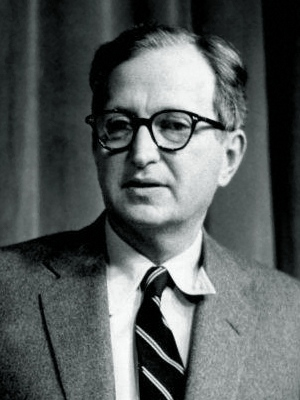
Lawrence E. Spivak em 1960.

Spivak recuperou a The American Mercury por um breve período. Mencken, Nathan e Angoff voltaram a contribuir com ensaios. Spivak criou uma empresa para publicar a revista, a Mercury Publications. A empresa também publicou outras revistas, como a Ellery Queen's Mystery Magazine (1941) e The Magazine of Fantasy & Science Fiction, em 1949.
Em 1945, como editor, Lawrence Spivak criou um programa de rádio chamado American Mercury Presents "Meet the Press". Em 6 de novembro de 1947, o programa também passou a ser exibido na televisão, com o nome Meet the Press.
Em 1946, a The American Mercury fundiu-se com a revista social-democrata Common Sense. Em 1950, a The American Mercury se tornou propriedade de Clendenin J. Ryan. Ele mudou o nome da revista para The New American Mercury. 
Ryan era financiado por Ulius Amoss, um ex-agente do Escritório de Serviços Estratégicos especializado em operar redes de espionagem por detrás da Cortina de Ferro, para desestabilizar governos comunistas, e editor do International Services of Information, em Baltimore; seu filho, Clendenin Jr., foi patrocinador de William F. Buckley Jr. e dos Young Americans for Freedom. Ryan colocou a The American Mercury sob uma direção conservadora.

### Experimento de Huie
William Bradford Huie  - cujo textos já haviam sido publicados na revista anteriormente - abrigou o início de um novo movimento intelectual conservador americano pós-Segunda Guerra Mundial. Ele percebeu que Ryan havia começado a dirigir a The American Mercury nessa direção. Ele também introduziu mais textos direcionados a uma comunicação de massa, escritos por figuras como o reverendo Billy Graham e o diretor do Federal Bureau of Investigation, J. Edgar Hoover. 
Huie, então, passou a produzir uma revista conservadora. William F. Buckley Jr., cujo livro God and Man at Yale foi um best-seller, trabalhou para Huie na The American Mercury, como um jovem funcionário. Em 1955, Buckley fundou a National Review, uma revista de viés conservador. Buckley teria sucesso no que Huie não conseguiu realizar: um periódico que reunisse as vertentes nascentes, mas divergentes, desse novo movimento conservador.

### Guinada Anti-semita e Racista
Huie enfrentou dificuldades financeiras para sustentar a revista nessa nova direção política. Em agosto de 1952, ele a vendeu para um colaborador financeiro ocasional, Russell Maguire, proprietário da Auto-Ordnance Corporation (produtores originais da submetralhadora Thompson). 
Em vez de entregar o controle editorial a Maguire imediatamente, Huie deixou o cargo de editor somente depois da edição de janeiro de 1953. John A. Clements, ex-repórter do New York Journal e do Daily Mirror, então diretor de relações públicas da Hearst Corporation, assumiu o cargo de diretor. Em pouco tempo, Maguire conduziu a revista "em direção aos pântanos febris do anti-semitismo", como o editor da National Review, William A. Rusher, descreveu. A venda para Maguire significou o fim do The American Mercury como uma revista popular.
O anti-semitismo de Maguire gerou polêmica e a renúncia dos principais editores da revista depois que ele assumiu o controle de todo processo editorial, em 1955. Em 1956, George Lincoln Rockwell foi contratado como escritor, e posteriormente fundou o Partido Nazista Americano. Entre 1957 e 1958, William LaVarre atuou como editor. Em janeiro de 1959, Maguire publicou um editorial na revista apoiando a teoria de que havia uma conspiração judaica para dominar o mundo.
Maguire não permaneceu por muito tempo como proprietário e editor, mas os editores e proprietários que o sucederam continuaram nessa direção. Em 1961, Maguire vendeu a The American Mercury para a organização Defenders of the Christian Faith Inc. (DCF) (em português: Defensores da Fé Cristã), de propriedade do reverendo Gerald Burton Winrod e estabelecida em Wichita, Kansas. O reverendo Winrod foi acusado de violações da Lei de Sedição de 1918, embora as acusações tenham sido retiradas. Winrod era conhecido como "The Jayhawk Nazi" durante a Segunda Guerra Mundial. 
A DCF vendeu a revista, em 1963, para a "Legion for the Survival of Freedom" (em português: Legião pela Sobrevivência da Liberdade), de Jason Matthews; a LSF fechou um acordo em junho de 1966 com o Washington Observer, se fundindo com o Western Destiny. A revista era uma publicação da Liberty Lobby, de propriedade de Willis Carto e Roger Pearson, beneficiário de doações da Pioneer Fund.
Pearson era um conhecido neonazista e pró-fascismo que chefiou a Liga Mundial Anticomunista. Pearson era um colaborador próximo de Wickliffe Draper, fundador do Pioneer Fund. A essa altura, a The American Mercury era uma publicação trimestral com uma circulação de apenas 7.000 exemplares, e seu conteúdo editorial era composto quase inteiramente de ataques a judeus, afro-americanos e outras minorias.
Um artigo de 1978 elogiou Adolf Hitler como o "maior spengleriano" e lamentou sua morte. Outra venda da revista foi anunciada no outono de 1979, e a edição da primavera de 1980 comemorou o centenário de Mencken e lamentou a passagem de sua era, "antes que o vírus da igualdade social, racial e sexual" crescesse "no solo fértil da mente da maioria dos americanos". A última edição pedia contribuições para construir um índice com informações sobre os 15.000 ativistas políticos mais perigosos dos Estados Unidos. 

## Site com o Nome da Revista
Um site chamado The American Mercury foi criado em 2010. O site foi criticado pelo Southern Poverty Law Center, na edição de inverno de 2013 de sua revista Intelligence Report, que o chamou de "Site de Propaganda de Leo Frank", e o descreveu como "uma versão online ressuscitada e profundamente anti-semita da extinta revista de H. L. Mencken".
A Anti-Defamation League o chama de "um site de extrema direita com conteúdo anti-semita", enquanto o The Forward se refere ao site como "a revista histórica de H. L. Mencken, ressuscitada online por neonazistas há vários anos", que havia "publicado vários artigos revisionistas para coincidir com o aniversário" do julgamento de Leo Frank.

## Leitura Adicional
- "Explosão da Mercury." Time (3 de outubro de 1955).
- "Número Três para a Mercury ." Time (15 de dezembro de 1952).
- "Problemas para a Mercury." Time (8 de dezembro de 1952).

## Ligações Externas
- Arquivo HathiTrust da American Mercury com com o texto completo das edições de janeiro de 1924 a dezembro de 1925.